# Eddsworld
Eddsworld (capitalisé en EDDSWORLD dans le logo officiel) est une web-série, d'animation Flash britannique crée par Edd Gould (en). Depuis sa première le 20 décembre 2004, la série fut publiée sur Newgrounds, DeviantArt, YouTube, Albino Blacksheep, Tumblr, la BBC, et sur son site.
Après la mort de Gould le 25 mars 2012, Thomas Ridgewell (l'ancien doubleur de Tom) devint le nouveau showrunner de la série, lançant une campagne de financement pour continuer la série intitulée Eddsworld: Legacy,,. Précédant la sortie du dernier épisode d'Eddsworld: Legacy, Ridgewell annonça qu'il quittait l'émission et donna le contrôle de la série à Matt Hargreaves (le doubleur de Matt) et à la famille d'Edd Gould.
Le 1er janvier 2017, le site de la web-série revint en ligne avec des nouvelles bandes-dessinées Eddsworld écrites et illustrées par Matt Hargreaves. Le 1er août 2020, un nouveau court-métrage fut sorti pour lancer une nouvelle ère pour la web-série nommée Eddsworld Beyond, avec Hargreaves en tant que showrunner. En date d'août 2021, la chaîne YouTube Eddsworld a plus de 4 millions d'abonnés.
Lors du décès de Gould, sa chaîne YouTube avait le plus d'abonnés dans la catégorie de comédien pour le Royaume-Uni et était le quatrième comédien le plus vu dans ce pays. Eddsworld fut remarqué par les organisateurs de la conférence de 2009 sur les changements climatiques qui commandèrent un épisode sur le réchauffement climatique, utilisé dans la cérémonie d'ouverture de la conférence,.

## Synopsis
Eddsworld suit les mésaventures d'un groupe de jeunes adultes « idiots » vivant ensemble dans une maison quelque part au Royaume-Uni: Edd, un artiste obsédé par le Coca-Cola; Tom, un nihiliste blasé qui n'a pas de globes oculaires; Matt, un narcissiste borné; et (avant son départ) Tord, un norvégien maniaque de la gâchette qui est addict au hentai. La série est généralement épisodique, et n'a habituellement que peu de continuité entre les épisodes.

## Distribution et personnages

### Aperçu
| Personnage              | Doubleur/Doubleuse        | Doubleur/Doubleuse                | Doubleur/Doubleuse                  |
| Personnage              | - Eddsworld - (2004–2012) | - Eddsworld: Legacy - (2012–2016) | - Eddsworld Beyond - (2020–present) |
| Personnages principaux  | Personnages principaux    | Personnages principaux            | Personnages principaux              |
| ----------------------- | ------------------------- | --------------------------------- | ----------------------------------- |
| Edd                     | Edd Gould                 | Tim Hautekiet                     | George Gould                        |
| Tom                     | Thomas Ridgewell          | Thomas Ridgewell                  | Ed Templer                          |
| Matt                    | Matt Hargreaves           | Matt Hargreaves                   | Matt Hargreaves                     |
| Tord                    | Tord Larsson              | Jamie Spicer-Lewis                |                                     |
| Personnages secondaires |                           |                                   |                                     |
| Eduardo                 | Chris O'Neill             | Brock Baker                       | Brock Baker                         |
| Jon                     | Eddie Bowley              | Eddie Bowley                      |                                     |
| Mark                    | Benjamin Rudman           | Benjamin Rudman                   | Benjamin Rudman                     |
| The Evil Director       | Christopher Bingham       | Aucun                             |                                     |
| Paul                    | Paul ter Voorde           | Paul ter Voorde                   |                                     |
| Zanta Claws             | Josh Tomar                | Josh Tomar                        |                                     |
| Santa Claus             | Josh Tomar                | Josh Tomar                        |                                     |
| Ell                     |                           | Vicky Gould                       | Vicky Gould                         |
| Tamara                  |                           | Chloe Dungate                     | Rachel Kiki                         |
| Matilda                 |                           | Alice Ann Stacey                  | Jennifer Bingham                    |

### Personnages principaux
Les protagonistes d'Eddsworld sont des parodies exagérées de son createur Edd Gould et de ses amis.
- Edd – Un artiste aventureux qui raconte des jeux de mots et qui aime le Coca-Cola et le bacon.
- Tom – Un bassiste alcoolique cynique, fréquemment entraîné dans les aventures d'Edd malgré ses protestations.
- Matt – Un narcissique borné et obsédé par lui-même.
- Tord  – Un inventeur norvégien maniaque de la gâchette et addict au hentai souvent vu en train de fumer. Tord s'en va dans "25ft Under the Seat", et revient avec de mauvaises intensions dans "The End (Parties 1 et 2)".

### Personnages secondaires
- Eduardo – Le voisin et rival d'Edd.
- Jon – Le colocataire d'Eduardo et l'homologue de Tom. Il est très inintelligent et est tué dans The End (Part 2).
- Mark – Le colocataire d'Eduardo et l'homologue de Matt.
- The Evil Director – Un réalisateur diabolique qui, dans l'épisode Spares, tente de cloner Edd et ses amis pour augmenter les ventes de son film.
- Paul – Un garde militaire qui joue plusieurs rôles dans la série.
- Zanta Claws – Un père Noël zombie qui a l'intention de détruire Noël.
- Ell – La version femme d'Edd.
- Tamara  – La version femme de Tom.
- Matilda  – La version femme de Matt.

## Aperçu de la série
| Titre | Titre             | Épisodes | Date de diffusion originale | Date de diffusion originale |
| Titre | Titre             | Épisodes | Première diffusion          | Dernière diffusion          |
| ----- | ----------------- | -------- | --------------------------- | --------------------------- |
|       | Eddsworld         | 25       | 18 mars 2006                | 23 juillet 2011             |
|       | Eddsworld: Legacy | 13       | 2 juin 2012                 | 16 mars 2016                |
|       | Eddworld Beyond   | 14       | 1er août 2020               | en production               |

## Épisodes

### Eddsworld(2006–11)
Tous les épisodes de la série d'origine Eddsworld furent animés par Edd Gould.
| Numéro dans la série | Numéro dans la saison | Titre                                    | Réalisé par                   | Écrit par                                                                            | Diffusion sur YouTube | Diffusion sur NewGrounds |
| --- | --------------------- | ---------------------------------------- | ----------------------------- | ------------------------------------------------------------------------------------ | --------------------- | ------------------------ |
| 1 | 1                     | Tord's Adventure                         | Edd Gould                     | Edd Gould                                                                            | 18 mars 2006          | 17 mars 2006             |
| Après qu'Edd envoie une photo embarrassante de Tord, celui-ci va à Londres pour tuer Edd.                                                                                       |                       |                                          |                               |                                                                                      |                       |                          |
| 2 | 2                     | Zombeh Nation                            | Edd Gould                     | Edd Gould                                                                            | 12 novembre 2006      | 11 novembre 2006         |
| La bande vient pour sauver Matt des zombies. |                       |                                          |                               |                                                                                      |                       |                          |
| 3 | 3                     | Breakfast                                | Edd Gould                     | Edd Gould                                                                            | 6 décembre 2006       | 16 août 2006             |
| Après qu'Edd manque de manger la dernière tranche de bacon, Tord et Edd se battent pour l'avoir et finissent par être blessés à la fin.                                         |                       |                                          |                               |                                                                                      |                       |                          |
| 4 | 4                     | Christmas Visitor                        | Edd Gould                     | Edd Gould                                                                            | 15 décembre 2006      | 10 décembre 2006         |
| Edd reçoit un visiteur inattendu à Noël. |                       |                                          |                               |                                                                                      |                       |                          |
| 5 | 5                     | Hello Hellhole                           | Edd Gould                     | Edd Gould                                                                            | 25 janvier 2007       | 17 janvier 2007          |
| La bande décide d'aller en enfer après ne pas avoir pu regarder Insane Zombies Pirates from Hell 3.                                                                             |                       |                                          |                               |                                                                                      |                       |                          |
| 6 | 6                     | This World of Edd                        | Edd Gould                     | Edd Gould                                                                            | 2 mars 2007           | 1 mars 2007              |
| Lorsqu'Edd réalise qu'il est la seule personne encore en vie au monde, il décide de faire ce qu'il veut... mais se suicide peu de temps après.                                  |                       |                                          |                               |                                                                                      |                       |                          |
| 7 | 7                     | Zombeh Attack                            | Edd Gould                     | Edd Gould                                                                            | 28 juin 2007          | 4 octobre 2005           |
| La bande se retrouve coincée dans une ville infestée de zombies. |                       |                                          |                               |                                                                                      |                       |                          |
| 8 | 8                     | Zombeh Attack 2                          | Edd Gould                     | Edd Gould                                                                            | 3 mai 2007            | 6 mai 2006               |
| Tord ressucite de sa tombe et a besoin de l'aide d'Edd pour le Necronomicon, mais quelqu'un a le même plan...                                                                   |                       |                                          |                               |                                                                                      |                       |                          |
| 9 | 9                     | Zombeh Attack 3                          | Edd Gould                     | Écrit par: Edd Gould Coécrit par: Matt Hargreaves, Thomas Ridgewell, et Tord Larsson | 29 avril 2007         | 28 avril 2007            |
| Edd et Tom doivent sauver le monde de Matt et des zombies. |                       |                                          |                               |                                                                                      |                       |                          |
| 10 | 10                    | The Dudette Next Door                    | Edd Gould                     | Edd Gould et Tord Larsson                                                            | 21 juin 2007          | 18 septembre 2005        |
| Edd et Tord rencontrent leur nouvelle voisine. |                       |                                          |                               |                                                                                      |                       |                          |
| 11 | 11                    | Ruined                                   | Edd Gould                     | Edd Gould                                                                            | 2 septembre 2007      | 2 septembre 2007         |
| Quand Edd tente de cacher la basse de Tom (qu'Edd a détruite), il découvre dans la terre des anciennes ruines.                                                                  |                       |                                          |                               |                                                                                      |                       |                          |
| 12 | 12                    | Halloween Special 2007                   | Edd Gould                     | Edd Gould                                                                            | 2 novembre 2007       | 21 octobre 2007          |
| Lorsqu'un maniaque à la tronçonneuse entend un commentaire de la part d'Edd, il tente de tuer lui et ses amis.                                                                  |                       |                                          |                               |                                                                                      |                       |                          |
| 13 | 13                    | Zanta Claws                              | Edd Gould                     | Edd Gould et Thomas Ridgewell                                                        | 21 décembre 2007      | 21 décembre 2007         |
| La bande rencontre une version zombie du père Noël. |                       |                                          |                               |                                                                                      |                       |                          |
| 14 | 14                    | Spares                                   | Edd Gould et Thomas Ridgewell | Edd Gould et Thomas Ridgewell                                                        | 16 mai 2008           | 16 mai 2008              |
| Après que son film n'aie attiré que quatre spectateurs, un réalisateur démoniaque (Evil Director) décide de cloner la bande 4 millions de fois pour que son film aie du succès. |                       |                                          |                               |                                                                                      |                       |                          |
| 15 | 15                    | Moving Targets                           | Edd Gould                     | Edd Gould                                                                            | 2 juillet 2008        | 2 juillet 2008           |
| La bande décide de passes leurs vacances à l'armée. |                       |                                          |                               |                                                                                      |                       |                          |
| 16 | 16                    | 25ft Under the Seat                      | Edd Gould                     | Edd Gould                                                                            | 28 septembre 2008     | 27 septembre 2008        |
| Tord s'en va, et Matt entraîne les clés du frigo d'Edd dans les toilettes. La bande va à Atlantis pour les récupérer.                                                           |                       |                                          |                               |                                                                                      |                       |                          |
| 17 | 17                    | Matt Sucks                               | Edd Gould                     | Edd Gould                                                                            | 29 octobre 2008       | 27 octobre 2008          |
| Matt se fait mordre par un vampire et décide de mordre les autres. |                       |                                          |                               |                                                                                      |                       |                          |
| 18 | 18                    | Zanta Claws II                           | Edd Gould                     | Edd Gould                                                                            | 18 décembre 2008      | 17 décembre 2008         |
| Après que Zanta aie kidnappé le père Noël, la bande va pour sauver ce dernier.                                                                                                  |                       |                                          |                               |                                                                                      |                       |                          |
| 19 | 19                    | MovieMakers                              | Thomas Ridgewell              | Edd Gould et Thomas Ridgewell                                                        | 19 avril 2009         | 19 avril 2009            |
| La bande tente de faire un film. |                       |                                          |                               |                                                                                      |                       |                          |
| 20 | 20                    | Climate Change                           | Edd Gould                     | Edd Gould                                                                            | 12 octobre 2009       |                          |
| La bande utilise trop d'électricité, causant la venue d'une vague d'eau géante.                                                                                                 |                       |                                          |                               |                                                                                      |                       |                          |
| 21 | 21                    | Xmas Day                                 | Edd Gould                     | Écrit par: Edd Gould Coécrit par: Matt Hargreaves et Thomas Ridgewell                | 20 décembre 2009      | 20 décembre 2009         |
| La bande célèbre Noël, mais ça ne se passe pas comme prévu... |                       |                                          |                               |                                                                                      |                       |                          |
| 22 | 22                    | WTFuture                                 | Edd Gould                     | Edd Gould                                                                            | 13 février 2010       | 13 février 2010          |
| Le Edd du futur tente de tuer son lui du passé, car le cola est maintenant considérée comme une drogue.                                                                         |                       |                                          |                               |                                                                                      |                       |                          |
| 23 | 23                    | Hammer and Fail: Rival Builders (Part 1) | Edd Gould                     | Edd Gould et Tom Bown                                                                | 10 septembre 2010     | 10 septembre 2010        |
| Matt a trop d'affaires dans sa chambre et la bande décide d'ajouter une extension à leur maison... mais leurs voisins s'en mêlent.                                              |                       |                                          |                               |                                                                                      |                       |                          |
| 24 | 24                    | Zanta Claws III                          | Thomas Ridgewell              | Thomas Ridgewell, Edd Gould, et Tom Bown                                             | 22 décembre 2010      | 22 décembre 2010         |
| La bande doit empêcher Tom de détruire Noël. |                       |                                          |                               |                                                                                      |                       |                          |
| 25 | 25                    | Hammer and Fail: Rooftop Rumble (Part 2) | Edd Gould                     | Edd Gould et Tom Bown                                                                | 23 juillet 2011       | 23 juillet 2011          |
| Un démon prend possession de Matt. |                       |                                          |                               |                                                                                      |                       |                          |

### Eddsworld: Legacy(2012–16)
| Numéro dans la série | Numéro dans la saison | Titre                | Réalisé par                      | Écrit par                                          | Animé par | Diffusion sur YouTube | Diffusion sur NewGrounds |
| --- | --------------------- | -------------------- | -------------------------------- | -------------------------------------------------- | --- | --------------------- | ------------------------ |
| 26 | 1                     | Space Face (Part 1)  | Thomas Ridgewell et Edd Gould    | Thomas Ridgewell                                   | Edd Gould et Paul ter Voorde | 2 juin 2012           | 7 juin 2012              |
| La bande est kidnappée par des aliens. |                       |                      |                                  |                                                    | |                       |                          |
| 27 | 2                     | Date Night           | Thomas Ridgewell                 | Thomas Ridgewell                                   | Paul ter Voorde | 12 septembre 2012     | 13 septembre 2012        |
| Matt a un rendez-vous avec une fille, mais celle-ci le quitte après que Matt aie des flashbacks de sa chambre.                                |                       |                      |                                  |                                                    | |                       |                          |
| 28 | 3                     | Space Face (Part 2)  | Thomas Ridgewell                 | Thomas Ridgewell                                   | Paul ter Voorde | 26 novembre 2012      |                          |
| La bande doit remettre en marche le vaisseau des aliens.                                                                                      |                       |                      |                                  |                                                    | |                       |                          |
| 29 | 4                     | The Snogre           | Thomas Ridgewell                 | Thomas Ridgewell                                   | Paul ter Voorde | 7 février 2013        | 7 février 2013           |
| Des produits chimiques tombent sur le bonhomme de neige de Tom, qui prend vie et propage ledit produit chimique aux autres éléments en neige. |                       |                      |                                  |                                                    | |                       |                          |
| 30 | 5                     | Hide and Seek        | Thomas Ridgewell                 | Eddie Bowley et Thomas Ridgewell                   | Kati Knitt | 24 décembre 2013      | 24 décembre 2013         |
| La bande joue à cache-cache, mais lorsque Matt trouve une cachette, il hallucine.                                                             |                       |                      |                                  |                                                    | |                       |                          |
| 31 | 6                     | Fun Dead             | Thomas Ridgewell                 | Thomas Ridgewell et Eddie Bowley                   | Paul ter Voorde | 28 février 2014       |                          |
| La bande va à ASDFLand, mais ne réalisent pas que le parc est infesté de zombies.                                                             |                       |                      |                                  |                                                    | |                       |                          |
| 32 | 7                     | PowerEdd             | Thomas Ridgewell                 | Thomas Ridgewell et Eddie Bowley                   | Anthony Price | 31 décembre 2014      |                          |
| Après qu'Edd et Eduardo soient touchés par les rayons d'un satellite, ils obtiennent des superpouvoirs.                                       |                       |                      |                                  |                                                    | |                       |                          |
| 33 | 8                     | Mirror Mirror        | Thomas Ridgewell                 | Eddie Bowley, Thomas Ridgewell, et Matt Hargreaves | Sandra Rivas | 28 août 2015          |                          |
| Après être allé à un magasin de magie, la bande découvre qu'il existe une version femme d'eux.                                                |                       |                      |                                  |                                                    | |                       |                          |
| 34 | 9                     | Trick or Threat      | Thomas Ridgewell                 | Thomas Ridgewell et Eddie Bowley                   | Brandon Turner | 23 octobre 2015       |                          |
| Une petite fille prend possession de Matt et de Edd.                                                                                          |                       |                      |                                  |                                                    | |                       |                          |
| 35 | 10                    | Christmas Eddventure | Thomas Ridgewell et Eddie Bowley | Thomas Ridgewell et Eddie Bowley                   | Brandon Turner | 18 décembre 2015      |                          |
| Le pôle nord est envahi par des pingouins, mais Tom ne veut pas laisser la bande être dans n'importe quelle aventure de noël.                 |                       |                      |                                  |                                                    | |                       |                          |
| 36 | 11                    | Saloonatics          | Thomas Ridgewell et Eddie Bowley | Thomas Ridgewell et Eddie Bowley                   | Studio Cacti | 12 février 2016       |                          |
| Dans un musée, Edd tombe sur un journal intime racontant la vie de ses ancêtres.                                                              |                       |                      |                                  |                                                    | |                       |                          |
| 37 | 12                    | The End (Part 1)     | Thomas Ridgewell et Eddie Bowley | Thomas Ridgewell et Eddie Bowley                   | Paul ter Voorde | 9 mars 2016           | 16 mars 2016             |
| Tord revient habiter avec la bande. |                       |                      |                                  |                                                    | |                       |                          |
| 38 | 13                    | The End (Part 2)     | Thomas Ridgewell et Eddie Bowley | Thomas Ridgewell et Eddie Bowley                   | Brandon Turner, Greg McMahon, Matt Ley, Jamie Spicer-Lewis, Kati Knitt, Joshua Palmer, Anthony Price, Ben Smallman, Marc Lovallo, et Billy Crinion | 16 mars 2016          | 16 mars 2016             |
| Tandis que Tom déménage, la bande découvre les mauvaises intensions de Tord.                                                                  |                       |                      |                                  |                                                    | |                       |                          |

### Eddsworld Beyond(2020–présent)
| Numéro dans la série                                                            | Numéro dans la saison | Titre             | Réalisé par     | Écrit par                             | Animé par | Diffusion sur YouTube | Diffusion sur NewGrounds |
| ------------------------------------------------------------------------------- | --------------------- | ----------------- | --------------- | ------------------------------------- | --- | --------------------- | ------------------------ |
| 39                                                                              | 1                     | Fan Service 2     | Matt Hargreaves | Matt Hargreaves et Jamie Spicer-Lewis | Jon Lopez, Collin Bogert, et Vincent Vintdoo                                                                                         | 1er août 2020         | 1 août 2020              |
| Matt lit une fan-fiction.                                                       |                       |                   |                 |                                       | |                       |                          |
| 40                                                                              | 2                     | Casting Call      | Matt Hargreaves | Matt Hargreaves et Jamie Spicer-Lewis | Jon Lopez, David Kalev-Roy, Mike Picone, Collin Bogert, Vincent Vintdoo, et Pippin Kelly                                             | 26 novembre 2020      | 26 novembre 2020         |
| La bande dirige une audition pour déterminer qui va doubler leurs voix.         |                       |                   |                 |                                       | |                       |                          |
| 41                                                                              | 3                     | The Beaster Bunny | Matt Hargreaves | Matt Hargreaves et Jamie Spicer-Lewis | Jon Lopez, Collin Bogert, Wayne Degen Jr., David Kalev-Roy, Pippin Kelly, Mike Picone, Fran Pun, Vincent Vintdoo, et Matt Hargreaves | 1er avril 2021        | 1er Avril 2021           |
| Edd et la bande vont à une fête de pâques, mais rien ne se passe comme prévu... |                       |                   |                 |                                       | |                       |                          |
| 42                                                                              | 4                     | RANDUMB           | Matt Hargreaves | Matt Hargreaves                       | Jon Lopez, Fran Pun, David Kalev-Roy, Mike Picone, Collin Bogert, et Wayne Degen                                                     | 30 septembre 2021     | 30 septembre 2021        |
| Un court-métrage à sketches.                                                    |                       |                   |                 |                                       | |                       |                          |

| Numéro de série                                                                                         | Numéro dans la saison | Titre                       | Réalisé par                       | Ecrit par                                       | Animé par | Diffusion sur Youtube                  | Diffusion sur New grounds        |
| --- | --------------------- | --------------------------- | --------------------------------- | ----------------------------------------------- | --- | -------------------------------------- | -------------------------------- |
| 43 | 5                     | Slippery Slope              | Matt Hargreaves                   | Matt Hargreaves et Andy Clift                   | Jon Lopez et Sydney Campbell                                                                                                  | 24 décembre 2021                       | 26 décembre 2021                 |
| Les filles d'Ellsworld descendent la pente enneigée.                                                    |                       |                             |                                   |                                                 | |                                        |                                  |
| 44 | 6                     | Surf and Turf Wars (Part 1) | Matt Hargreaves et Andy Clift     | Matt Hargreaves et Andy Clift                   | Jon Lopez, Billy Crinion, Penny Bogert, Andy Clift, Wayne Degen Jr, David Kalev-Roy Fran Pun, Karla Sánchez et Brandon Turner | 15 septembre 2022                      | 27 septembre 2022                |
| À la suite d'une canicule, les garçons vont à la plage pour se rafraîchir les idées.                    |                       |                             |                                   |                                                 | |                                        |                                  |
| 45 | 7                     | Zombeh Picnic               | Christopher Bingham               | Christopher Bingham et Andy Clift (storyboards) | Penny Bogert, Billy Crinion, Jon Lopez et Karla Sánchez                                                                       | 21 octobre 2022                        | 1er décembre 2022                |
| Un clip musical se déroulant lors d'une invasion de zombies. La musique est composée par Mr. Weebl.     |                       |                             |                                   |                                                 | |                                        |                                  |
| 46 | 8                     | The Chronicles of Santa     | Christopher Bingham et Andy Clift | Andy Clift et Matt Hargreaves                   | Penny Bogert, Andy Clift, Billy Crinion, Jon Lopez et Karla Sánchez                                                           | 15 décembre 2022                       | 24 décembre 2022                 |
| Le Père Noël nous raconte l'histoire du tout premier Noël.                                              |                       |                             |                                   |                                                 | |                                        |                                  |
| 47 | 9                     | Surf and Turf Wars (Part 2) | Matt Hargreaves et Andy Clift     | Matt Hargreaves et Andy Clift                   | Jon Lopez, Billy Crinion, Andy Clift, Ryan Hammond, Karla Sánchez et Brandon Turner                                           | 17 août 2023                           | 17 août 2023                     |
| Alors que Matt est devenu un kaiju homard, Edd et Tom continuent leur compétition.                      |                       |                             |                                   |                                                 | |                                        |                                  |
| 48 | 10                    | New Year, New You!          | Matt Hargreaves et Andy Clift     | Matt Hargreaves et Andy Clift                   | Billy Crinion, Penny Bogert, Andy Clift, Ryan Hammond, Fran Pun et Karla Sánchez                                              | 30 janvier 2024                        | N/A                              |
| Les garçons décident de faire de l'exercice pour ce nouvel an.                                          |                       |                             |                                   |                                                 | |                                        |                                  |
| 49 | 11                    | Matt Gets the Mail          | Matt Hargreaves et Andy Clift     | Matt Hargreaves et Andy Clift                   | Billy Crinion | 10 octobre 2024                        | 7 avril 2025                     |
| Le premier short se passant avant les évènements de The End. Ici, Matt doit aller chercher le courrier. |                       |                             |                                   |                                                 | |                                        |                                  |
| 50 | 12                    | Pinheads                    | Matt Hargreaves et Andy Clift     | Matt Hargreaves et Andy Clift                   | Penny Bogert, Andy Clift, Dan Delgado, Ryan Hammond, Fran Pun, Kevin Lordi et Karla Sánchez                                   | 7 novembre 2024                        | 7 avril 2025                     |
| Matt emmène Edd et Tom au bowling, au désarroi de ce dernier.                                           |                       |                             |                                   |                                                 | |                                        |                                  |
| 51 | 13                    | Tom Changes a Light bulb    | Matt Hargreaves et Andy Clift     | Matt Hargreaves et Andy Clift                   | Billy Crinion | 23 janvier 2025                        | 8 avril 2025                     |
| Tom doit changer une ampoule dans la maison.                                                            |                       |                             |                                   |                                                 | |                                        |                                  |
| Short                                                                                                   | Short                 | Edd Takes Out The Trash     | Matt Hargreaves et Andy Clift     | Matt Hargreaves et Andy Clift                   | Billy Crinion | 14 mars 2025 (également sur Instagram) | 8 avril 2025 (The ExtendEDD Cut) |
| C'est le jour où les poubelles passent, alors Edd se prépare à les sortir.                              |                       |                             |                                   |                                                 | |                                        |                                  |
| 52 | 14                    | Eddsworld's Tales of Horror | Andy Clift et Karla Sánchez       | Karla et Jennifer Sánchez                       | Karla Sánchez et Penny Bogert                                                                                                 | 17 juillet 2025                        | N/A                              |
| Trois petites histoires d'horreur centrées sur chacun des garçons.                                      |                       |                             |                                   |                                                 | |                                        |                                  |